# Vatroslav Frkin
 Vatroslav Frkin (Domaslovec, Samobor, 9. veljače 1939.) - hrvatski katolički svećenik, franjevac, istraživač arhivskog i knjižničkog blaga
Pučku školu pohađao je u Farkaševcu i Samoboru. Završio je srednju školu u franjevačkoj gimnaziji na zagrebačkom Kaptolu. Diplomirao je na Katoličko-bogoslovnom fakultetu u Zagrebu 1969. godine. Nije mogao ranije, zbog zdravstvenih problema. Bio je kateheta u Varaždinu 1970. godine. Zaređen je za svećenika u Samoboru 1972. godine. Pastoralno je djelovao u Samoboru i Slavonskom Brodu.
Zanimala ga je problematika braka i razvoda. Proučavao je diferencijalnu psihologiju i fiziologiju čovjeka. Bio je savjetnik predbračnih i bračnih parova. Napisao je knjigu za mlade "Hodanje mladića i djevojke", koja je izašla u više izdanja i knjigu "Bitne oznake bračne ljubavi" za zaručnike i bračne parove, koja je izašla u tri izdanja te "Uslišane molitve za bračnog druga".
Od 1976. povučen je iz pastoralnog rada i dobio je zadatak srediti samostanske arhive i knjižnice u Našicama od 1982. do 1989. godine, u Kloštru Ivaniću od 1996. do 1999. godine, u Zagrebu od 1999. do 2004. godine, u Vukovaru od 2004. godine i u Karlovcu. Za vrijeme Domovinskog rata bio je vojni kapelan.
Od 1986. do 1997. godine proučavao je inkunabule u suradnji s prof. Šimom Jurićem iz Nacionalne i sveučilišne knjižnice u Zagrebu. U suradnji s Miljenkom Holzleitnerom objavio je knjigu: "Bibliografija knjiga hrvatskih autora u knjižnicama Hrvatske franjevačke provincije sv. Ćirila i Metoda, 1495.-1850." u izdanju HAZU-a i Hrvatske franjevačke provincije sv. Ćirila i Metoda 2008. godine.  To je prva knjiga o bibliografiji hrvatskih samostanskih knjižnica nakon knjige "Bibliografija Hrvatske" Ivana Kukuljevića Sakcinskog 1863. godine. 
Dobio je godišnju nagradu "Vicko Andrić" za konzervaciju i restauraciju arhivske građe 2006. godine.

## Vanjske poveznice
- Intervju u Vukovarskim novostima o pitanjima braka i obitelji[neaktivna poveznica]